# Benediktinerinnenkloster Rouen
Das Benediktinerinnenkloster Rouen (auch: Monastère de l’Immaculée-Conception) ist seit 1677 ein Kloster der Benediktinerinnen vom Heiligsten Sakrament in Rouen (Erzbistum Rouen) in Frankreich.

## Geschichte
Mechtilde de Bar gründete 1677 in der Rue des Arsins in Rouen das fünfte Kloster ihrer Kongregation unter dem Namen Immaculée Conception (Unbefleckte Empfängnis Mariens). 1683 wechselte der Konvent in die Rue Morand, wo 1718 Marie-Madeleine Corneille (1655–1738), die Tochter von Pierre Corneille, als Madeleine de la Croix Angélique de la Miséricorde die ewige Profess ablegte. Als das Kloster 1792 durch die Französische Revolution geschlossen wurde, überlebten die Schwestern im Untergrund. 1802 konnten sie durch eine private Stiftung das ehemalige Kloster der Paulaner in der Rue Bourg-l’Abbé (Nr. 14) beziehen, das ihnen 1825 geschenkt wurde und das sie noch heute bewohnen. 1977 feierten sie das dreihundertjährige Bestehen. Sie stellen unter dem Produktnamen Magdala, nach der Heimat von Maria Magdalena (Maria von Magdala), Gebäck her. Im Kloster hängt ein Bild des seligen Paulaners Nicolas Barré (1621–1686).
1814 wurde von Rouen aus das Benediktinerinnenkloster Tourcoing gegründet (zuerst in Arras).

### Publikationen durch den Konvent
- Les bénédictines du Saint-Sacrement de Rouen. Rouen 1977.
- Catherine de Bar: Lettres inédites 1614–1698, hrsg. von den Bénédictines du Saint Sacrement de Rouen. Rouen 1976.
- Catherine de Bar: En Pologne avec les bénédictines de France, hrsg. von den Bénédictines du Saint Sacrement de Rouen. Téqui, Paris 1984.